# Herb gminy Leżajsk
Herb gminy Leżajsk – jeden z symboli gminy Leżajsk, ustanowiony 29 września 2000.

## Wygląd i symbolika
Herb przedstawia na tarczy trójdzielnej w rosochę w polu górnym na czerwonym tle złotą głowę jelenia, a nad nią złoty krzyż (nawiązanie do pierwszej pieczęci Leżajska), w polach dolnych na złotym tle wizerunki chmielu i truskawki. 